# B. Braun
B. Braun je německá zdravotnická společnost se sídlem v německém městě Melsungen v okrese Schwalm-Eder v Hesensku. V České a Slovenské republice působí skupina B. Braun od roku 1993 a skládá se z B. Braun Medical a služeb a B. Braun Avitum, poskytovatele dialyzační péče. Skupina B. Braun dosáhla v roce 2017 obratu 3,4 miliard korun a zaměstnává téměř 900 lidí.

## Historie a vývoj
Firma B. Braun vznikla z původní „Růžové lékárny“ v Brückenhofstraße v Melsungen, kterou 23. června 1839 koupil Julius Wilhelm Braun za 14.000 [[Tolar (historická měna)|tolarů.[zdroj?]]]
Jeho syn Bernhard Braun zde začal od r. 1864 vyrábět náplasti a tyčinky proti migréně. V roce 1867 se výroba farmaceutických produktů oddělila od lékárny a byla pod dnešním názvem B. Braun zapsána do obchodního rejstříku. Lékárnu i firmu převzal po svém otci v r. 1900 Carl Braun. Od r. 1908 začala firma vyrábět z ovčích střívek sterilní vstřebatelný materiál na šití ran (catgut). Následovala výroba dlah pro ošetřování zlomenin.[zdroj?]
V r. 1914 se začaly vyrábět první přístroje na měření tlaku. Roku 1923 založil Carl Braun Zaměstnaneckou zdravotní pojišťovnu B. Braun Melsungen, která zde působí dodnes. První zahraniční výrobní závod vznikl r. 1925 v Miláně. Roku 1930 byla zahájen vývoj modifikovaného fyziologického roztoku Sterofundin, který se stal základem všech pozdějších elektrolytických roztoků firmy B. Braun. V roce 1935 začala výroba nevstřebatelných syntetických šicích vláken Synthofil A.
V roce 1929 převzal firmu Otto Braun a v roce 1937 se vědeckým vedoucím stal Bernhard Braun. Oba bratři se společně podíleli na expanzi podniku a rozšiřovali paletu produktů. V roce 1939 měla firma 500 pracovníků.[zdroj?]
Za druhé světové války zaměstnávala firma na nucených pracích vězně z koncentračního tábora Breitenau. Byla mezi nimi i židovská lékařka Lilli Jahn.

### Poválečná doba
Po druhé světové válce přišel na řadu vývoj prvních infúzních pump a infúzních přístrojů ze skla.
V roce 1949 byl na trh uveden Supramid-Braun, chirurgický šicí materiál na bázi nylonu. V roce 1955 byl ve španělském městečku Rubí u Barcelony založen závod pod názvem Material Clínico, S. A. (dnes B. Braun Medical, S. A.), kde se vyráběl šicí materiál. Pro jednodílnou infúzní kanylu prodávanou pod značkou Braunüle byl v roce 1962 poprvé jako materiál použit plast. Obrat firmy se do roku 1974 zvýšil na 50 milionů německých marek a firma zaměstnávala 1700 pracovníků. V roce 1966 byla založena Nadace B. Braun na podporu vzdělávání a dalšího vzdělávání lékařů a ošetřovatelského personálu. Kapitál nadace pochází ze zisku z prodeje odborného časopisu „Die Schwester“ („Sestra“) (dnes: „Die Schwester, der Pfleger“ – „Sestra, ošetřovatel“).
V roce 1968 převedli Otto a Bernhard Braunovi 90 % firmy s výhradou užívacího práva na své děti. Po přeměně firmy v r. 1971 na akciovou společnost pak v roce 1983 následoval další krok, ve kterém zbývajících 10 % získala vnoučata. Během této doby se mluvčím představenstva stal Ludwig Georg Braun, syn Otto Brauna.[zdroj?]
Další výrobní závody byly založeny v Malajsii (1972), Francii (1976) a USA (1979).[zdroj?]
V roce 1976 firma B. Braun koupila společnost Aesculap AG z Tuttlingenu a její roční obrat tím dosáhl 425 milionů německých marek. Celkový počet pracovníků převzetím nové společnosti dosáhl počtu 3100. Již v r. 1998 pak obrat přesáhl hranici čtyř miliard německých marek a počet zaměstnanců se zvýšil na 27 000.[zdroj?]
V roce 1992 byl v areálu „Pfieffewisen“ v Meisungen slavnostně otevřen nový závod podle návrhu architekta Jamese Stirlinga.[zdroj?]
Hlavním výrobkem firmy byla Lyodura.[zdroj?] Kolem roku 1990 bylo známo, že si firmy Braun a Biodynamics nechávaly z berlínských nemocnic posílat mozkové pleny pro výrobu lékařských produktů. Vedoucí patologie berlínské univerzitní kliniky Rudolf Virchow vznesl v únoru 1996 protest proti tomu, že firma Braun z Melsungen pro výrobu lékařských produktů z lidských mozkových plen „obdržela materiál infikovaný HIV“. V letech 1989 až 1994 bylo firmě Braun z osmi berlínských nemocnic ilegálně dodáno 3500 mozkových plen, 500 kusů obdržela firma Biodynamics v Erlangen. Firma Braun na výrobu produktu Lyodura použila mozkové pleny osob trpících tuberkulózou, infikovaných hepatitidou a zemřelých s metastázami v mozku.
Transplantáty mozkových plen s materiálem Lyodura dodaným firmou B. Braun v podobě náplastí způsobily – převážně v Japonsku – do roku 2004 asi 120 případů nákazy Creutzfeldtovy–Jakobovy nemoci. V důsledku nedostatečné kontroly dárců mozkových plen i výrobního procesu, během kterého nebyly mozkové pleny dostatečně dezinfikovány a byly nevhodně ukládány na sebe, došlo ke křížové kontaminaci zdravých mozkových plen priony. Lyodura se používala při operacích jako určitý druh „náplasti“, protože vykazovala nízké odmítavé reakce. Po bezúspěšných pokusech o změnu výrobního procesu firma B. Braun výrobu tohoto produktu v Německu v roce 1996 zastavila; podobné produkty jiných výrobců byly v roce 2002 staženy z trhu v USA a Kanadě. Ve stejném roce si firma B. Braun Melsungen dohodla s japonskými zdravotnickými úřady výplatu odškodnění rodinám obětí ve výši více než 600 000 amerických dolarů pro každý jednotlivý případ.
V r. 2000 došlo k vytvoření logistické aliance s koncernem Hartmann. Roku 2004 firma B. Braun Melsungen získala závod na výrobu dialyzačních přístrojů Saxonia Medical v Radebergu, a roku 2005 Ascalon v Berggießhübel vyrábějící membrány z dutých vláken pro dialyzační přístroje. V roce 2009 byl na trh uveden balónkový katetr s povrchem napuštěným léčebnými přípravky, který zlepšuje prokrvení věnčitých cév.[zdroj?]
V únoru 2012 firma oznámila, že již nebude prodávat humánní inzulín.
V roce 2019 se předsedkyní představenstva koncernu stala Anna Maria Braun, dcera Ludwiga Georga Brauna a nahradila tak Heinz-Waltera Große.[zdroj?]

## B. Braun Medical
B. Braun Medical je dodavatelem zdravotnických prostředků a technologií v České republice a na Slovensku. V polovině roku 2020 portfolio čítalo na 5 000 výrobků, zejména z oblasti intenzivní péče, chirurgických oborů, mimonemocniční péče a nefrologie, přičemž 95 % z nich vyrábí sama společnost B. Braun. V roce 2017 dosáhla obratu 92 milionů korun a zaměstnávala více než 200 lidí.[zdroj?]

### Divize B. Braun medical
- Hospital Care poskytuje lékařské komunitě zdravotnické prostředky, farmaceutické výrobky pro infuzní terapii, výživovou terapii a terapii bolesti.
- Aesculap je divize poskytující ucelený soubor výrobků a služeb pro veškeré operační obory
- Out Patient Market (OPM) se orientuje na mimonemocniční trh, především na pacienty v domácí péči, ambulantní lékaře a ambulantní I stacionární ošetřovatelskou péči.
- B. Braun Avitum se zaměřuje na problematiku mimotělního ošetření krve, především pak na oblast technologií a přístrojového vybavení určeného k aktuální a chronické dialýze a terapeutické afereze.

### B. Braun Avitum
B. Braun Avitum je poskytovatelem nefrologické péče. Na českém a slovenském trhu působí od roku 1994 a rozšiřuje síť dialyzačních středisek, nefrologických ambulancí a transplantačních poraden.
B. Braun Avitum provozuje 40 dialyzačních středisek, z toho 23 dialyzačních středisek v České republice a 17 na Slovensku. V obou zemích zaměstnává téměř 700 lidí.
B. Braun Avitum vlastní multifunkční zdravotnické zařízení B. Braun Omnia ve Slavkově u Brna, kde se nachází domov pro seniory, dialyzační středisko a další odborná lékařská pracoviště. Nabízí rehabilitační služby, vodoléčbu nebo masáže.

### Café B. Braun
Společnost B. Braun vlastní kavárnu. Café B. Braun je situovaná do Lékařského domu ČLS JEP v centru Prahy a provozuje se od roku 2010. Originální interiér Café B. Braun vytvořila česká architekta a designérka Eva Jiřičná ve spolupráci se Studiem Najbrt. Významným interiérovým prvkem je umělecké využití zdravotnických nástrojů B. Braun.
Café B. Braun získalo v roce 2010 ocenění ČEKIA Stability Award  a v roce 2011 čestné uznání za interiér v soutěži Grand Prix architektů.
Provoz Café B. Braun byl v roce 2022 ukončen.

## Aesculap Akademie
Sekce Aesculap Akademie zastřešuje vzdělávací a komunikační aktivity pro celou skupinu B. Braun CZ/SK. Jedná se o vzdělávací instituci, která zajišťuje kurzy pro lékaře, sestry i další nelékařské pracovníky ve zdravotnictví. Po obsahové stránce kurzy vytvářejí odborní garanti, jejichž specializace se překrývá vždy s agendou konkrétní obchodní divize. Aesculap Akademie proškolila v letech 2002–2019 v Česku přes 120 000 zdravotníků.